# Кусавлісай
Заказник «Кусавлісай» (тадж. Мамнӯъгоҳи Кусавлисай) — державний ботанічний заказник на півночіТаджикистану. Створений у 1959 році. Площа 200 квадратних кілометрів (20 тисяч гектарів). Розташований у долині річки Кусавлі, права притока Алтикулю, на північних схилах західної частини Туркестанського хребта, на північ від перевалу Шахрістан уздовж шосе Душанбе — Худжанд — Чанак (М34), на території Шахрістанського району Согдійської області. На заході доходить до державного кордону з Узбекистаном, за яким розташований Заамінський національний парк. Абсолютні висоти сягають від 2300 до 2700—3000 метрів над рівнем моря. Північний крутий схил Туркестанського хребта дуже кам'янистий. Ціллю створення заказника є охорона ялівцевого лісового масиву «Арчевий ліс». Рослинність представлена трьома видами ялівцю: багатоплодним, несправжньокозацьким та напівкулеподібним. Фауна заказника дуже багата. У ялівцевих лісах мешкають зайці-толаї, ведмеді, кабани, архари, гірські козли та інші тварини. Інтродукований бухарський олень. Пологі схили гір та міжгірські западини вкриті гарно збереженим арчевим лісом із домішком жимолості, хвойника (ефедри) та інших чагарників. На південних схилах гір значні зарості шипшини. Трав'яниста рослинність (різнотравно-типчаковий гірсько-степовий комплекс вище арчовників) дуже рясний і є гарною харчовою базою для оленів. У 1975 році в заказник «Кусавлісай» було завезено 13 молодих оленів. У 2006 році заказник став кандидатом до списку Світової спадщини ЮНЕСКО.